# Finnische Unihockeynationalmannschaft der Frauen
Die finnische Unihockeynationalmannschaft der Frauen repräsentiert Finnland bei Länderspielen und internationalen Turnieren in der Sportart Unihockey. Die finnische Nationalmannschaft konnte sich bisher zweimal zum Weltmeister küren lassen. Sie gehört zusammen mit Schweden, der Schweiz und Tschechien bei Weltmeisterschaften zu den Favoriten.

## Platzierungen

### Weltmeisterschaften
| WM   | Austragungsort(e)           | Platz        |
| ---- | --------------------------- | ------------ |
| 1997 | Mariehamn und Godby         | 2. Platz     |
| 1999 | Borlänge                    | 1. Platz     |
| 2001 | Riga                        | 1. Platz     |
| 2003 | Bern, Gümligen und Wünnewil | 3. Platz     |
| 2005 | Singapur                    | 2. Platz     |
| 2007 | Frederikshavn               | 2. Platz     |
| 2009 | Västerås                    | 3. Platz     |
| 2011 | St. Gallen                  | 2. Platz     |
| 2013 | Brno und Ostrava            | 2. Platz     |
| 2015 | Tampere                     | 2. Platz     |
| 2017 | Bratislava                  | 2. Platz     |
| 2019 | Neuenburg                   | 3. Platz     |
| 2021 | Uppsala                     | 2. Platz     |
| 2025 | Brno und Ostrava            | qualifiziert |
| 2027 | Turku                       |              |

### Europameisterschaften
| EM   | Austragungsort(e) | Platz    |
| ---- | ----------------- | -------- |
| 1995 | Schweiz           | 1. Platz |
| 2026 | Göteborg          |          |

### World Games
| WM   | Austragungsort(e) | Platz    |
| ---- | ----------------- | -------- |
| 2025 | Chengdu           | 1. Platz |

## Trainer
- 2010–2014 Karo Kuussaari
- 2014–2016 Marko Paju
- 2016-jetzt Lasse Kurronen